# Hoeve in Rekem

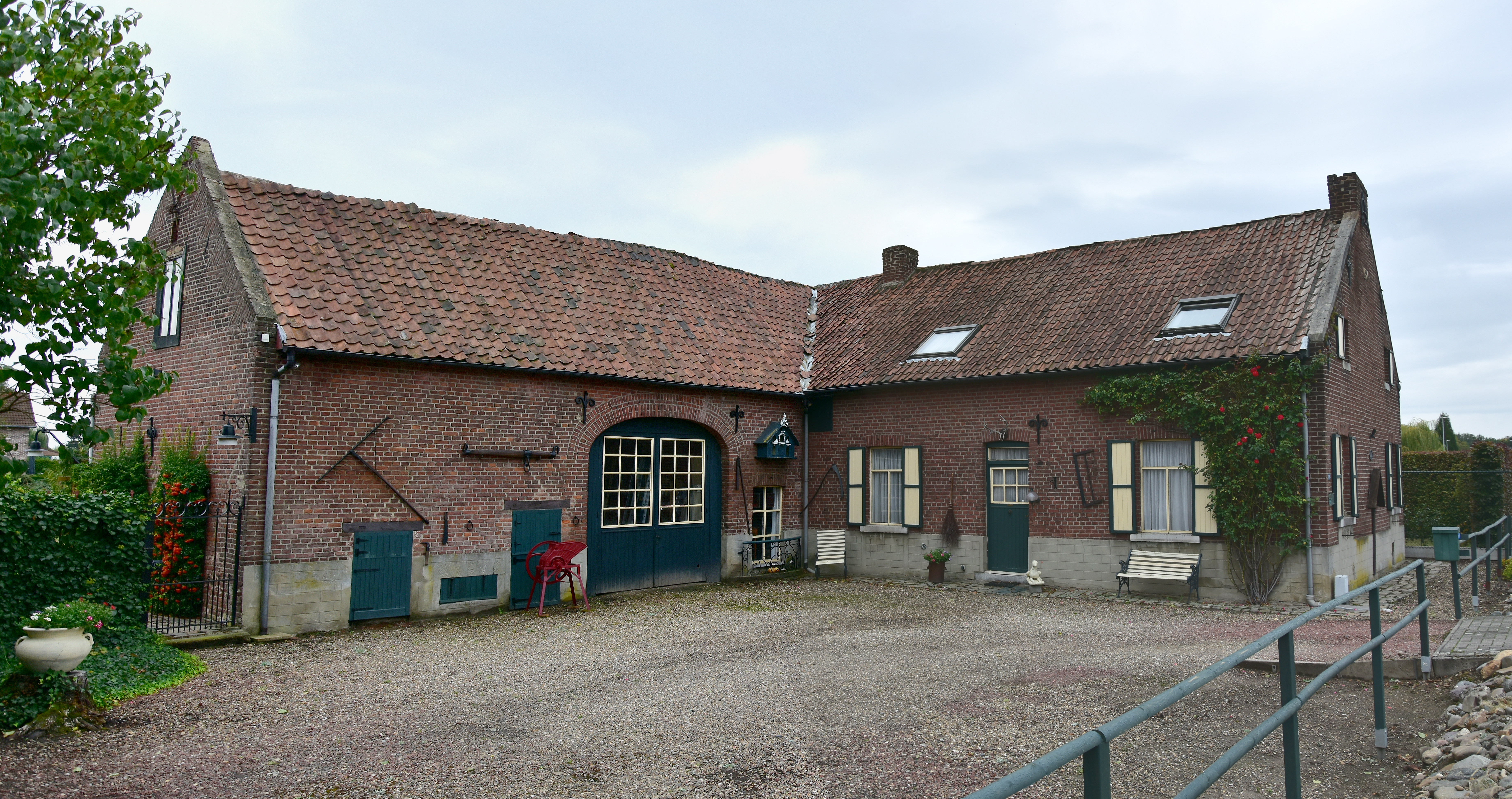
Hoeve in Rekem uit 1865

De Hoeve in Rekem is een boerderij, gebouwd in 1865 in de plaats Rekem in de provincie Belgisch-Limburg. De hoeve is een beschermd monument sinds 2001.

## Architectuur
Deze L-vormige Maaslandse hoeve uit baksteen heeft een zadeldak met Vlaamse pannen. Loodrecht op de straat staat het woonhuis met de schuur en stallen in de haaks erop staande vleugel. Smeedijzeren muurankers zijn aangebracht en een schuurpoort is voorzien in de vorm van een korfboog.
Een zijgevel vertoont een gevelsteen uit mergel met de inscriptie B:STOUTEN/ 1865 terwijl muurankers in de geveltop  de letters AO vormen.
De indeling van de hoeve is traditioneel-19de-eeuws met de gang in het midden van het woonhuis en achteraan de trap naar de zolder. Rechts van de gang bevindt zich de kamer en aansluitend een onderkelderde opkamer aan de zijde van de achtergevel en de kelder met bakstenen gewelf. De keuken ligt links van de gang met erachter een tweede slaapplaats met klein venster in de achtergevel. De stookplaatsen bevinden zich in de kamer en in de keuken, in de gemeenschappelijke gevel met de stal.